# Carditello (Cardito)
Carditello è l'unica frazione del comune di Cardito, nella città metropolitana di Napoli, che conta circa 10 156 abitanti.

## Storia
La presenza umana nella zona dell'abitato di Carditello risalgono al IV secolo a.C., testimoniato dal ritrovamento agli inizi del XX secolo di una decina di tombe a cassa osco-sannite.
Come la vicina Cardito, la frazione di Carditello si è trovata territorio di contesa fra Angioini e Aragonesi nel XIII secolo. L'abitato si svuotò quasi interamente della sua popolazione a causa della pestilenza scoppiata nel 1656.

## Geografia fisica
Il borgo, che forma un'unica conurbazione con Frattamaggiore, Afragola e Casoria, è invece collegato al capoluogo comunale da una strada provinciale, lungo la quale è posta l'ampia villa comunale (il Parco Taglia, già Vasca Taglia). Perimetrale alla località è invece l'ex strada provinciale Fratta-Afragola, oggi interamente urbanizzata (nel tratto ricadente nel territorio di Carditello assume la denominazione di corso Italia).
Tale strada incrocia la via Sannitica all'ingresso nel territorio di Casoria e la via Dario Fiore all'ingresso del territorio di Afragola.

## Monumenti e luoghi d'interesse
Nel paese si trova la chiesa parrocchiale dedicata ai santi Giuseppe ed Eufemia, costruita verso il 1872, nella quale si venera una statua di Sant'Antonio di Padova, patrono di Carditello.

## Società

### Evoluzione demografica
Il borgo ha conosciuto una fortissima evoluzione demografica nella seconda metà del XX secolo, soprattutto grazie all'immigrazione dalla vicina Afragola, favorita da un costo minore dei terreni edificabili, che in realtà ha interessato non solo la frazione, ma anche il capoluogo comunale (ove fu realizzata la zona SLAI) e, in misura minore, a causa della realizzazione di un caseggiato di edilizia residenziale pubblica.

## Economia
Le principali attività economiche del centro sono la produzione di mozzarella di bufala e l'import-export di spezie; la coltivazione e la lavorazione degli asparagi che vengono esportati in tutta Europa. Ne è testimone la tradizionale sagra dell'asparago che si svolge nel mese di maggio.